# 2001 في البرازيل
فيما يلي قوائم الأحداث التي وقعت خلال عام 2001 في البرازيل.

## رياضة
- 1 يناير – الدوري البرازيلي لكرة القدم 2001
- 1 أبريل – جائزة البرازيل الكبرى 2001 الفائز ديفيد كولتهارد.

## أفلام
من الأفلام التي صدرت هذه السنة في البرازيل:
- 6 سبتمبر – خلف الشمس من إخراج والتر سالس.

## برامج ومسلسلات وأنمي
- جاد

## وفيات

### مايو
- 12 مايو – ديدي (مواليد 1928) لاعب ومدرب كرة قدم برازيلي.

### أغسطس
- 6 أغسطس – جورجي أمادو (مواليد 1912) كاتب برازيلي.